# Orazio Benevoli
Orazio Benevoli, ou Benevolo, né à Rome le 19 avril 1605 et mort le 17 juin 1672 dans cette même ville, est un compositeur baroque italien du XVIIe siècle.

## Biographie
Orazio Benevoli est le fils d'un confiseur français d'origine lorraine, Robert Venouot ou Vénevot. Par contre, les musicographes François-Joseph Fétis et Robert Eitner le désignent comme fils naturel d'un duc Albert de Lorraine. Il fut enfant de chœur (enfant chantant dans le chœur professionnel) de l'église Saint-Louis-des-Français de 1617 à 1623. Ensuite, de 1624 à 1640 environ, il assure un poste de maître de chapelle dans une des églises romaines, mais aussi à Vienne et au Vatican, à Rome de nouveau. En effet, de 1644 à février 1646, il entre au service de l'archiduc (et futur gouverneur général des Pays-Bas espagnols) Léopold-Guillaume de Habsbourg, puis retourne à Rome en 1646. Il y prend, au Vatican, la direction de la Cappella Giulia de la basilique Saint-Pierre, qu'il conservera jusqu'à sa mort.
Benevoli, qui se limita à la composition de musique sacrée, reste connu pour son agilité hors pair en polyphonie : il composa en effet une dizaine de messes conçues pour 12 ou 16 voix par exemple, réparties en plusieurs chœurs (de quatre jusqu'à douze).
Entre 1967 et 1970 Marcel Couraud, chef du chœur de Radio France (alors appelée ORTF), publia ses Kyrie I, Christe et Kyrie II de Et ressurrexit, à 12 voix.
Parmi les élèves de Benevoli, on compte Giovanni Paolo Colonna.

## Œuvres

### Messes
- Missa Angelus Domini à 12 voix (1643)
- Missa Victoria à 16 voix (1643)
- Missa In angustia à 16 voix (1656)
- Missa Si Deus pro nobis à 16 voix (1660)
- Missa Ecce sacerdos à 12 voix (1661)
- Missa In diluvium à 16 voix (1661)
- Missa Tu es Petrus à 16 voix (1666-67)
- Missa Azzolina à 8 ou 10 voix
- Missa Maria prodigio à 16 voix
- Missa Onde tolse amor à 12 voix
- Missa Sine nomine à 16 voix
- Missa Tiracorda à 16 voix

### Autres compositions sacrées
- 34 motets à 1, 2, 3 ou 4 voix
- 12 Magnificat à 8, 12, 14, 16 ou 24 voix
- 26 psaumes à 10, 12, 14, 16, 24 voix
- Plusieurs antiennes, offertoires et hymnes

## Enregistrements
- Orazio Benevolo - Sacred Music - Missa Azzolina - Magnificat - Dixit Dominus, Le Concert Spirituel, dir. Hervé Niquet, Naxos (1996)
- Orazio Benevolo - Missa si Deus pro nobis & Magnificat, Le Concert Spirituel, dir. Hervé Niquet, ALPHA Classics (2018)